# Julián de Cuenca
San Julián de Cuenca (Burgos, 1128-Cuenca, 1208) es un santo de la Iglesia católica, doctor en teología y filosofía por la Universidad de Palencia donde fue profesor, segundo obispo de la diócesis de Cuenca (1198 - 1208).

## Vida
Nacido de una noble familia burgalesa según tradición, o según la historiografía moderna, hijo de mozárabes toledanos con el nombre de Julián ben Tauro (Julián hijo de Tauro), fue profesor nombrado de la Universidad palentina con sólo 24 años, con 35 años abandono la docencia y se retiró a su ciudad natal para preparar durante tres años su entrada en el sacerdocio. Después de veinte años de misionero por la zona de Córdoba, es nombrado arcediano de la catedral de Toledo. En 1198 fue obligado por el rey Alfonso VIII a aceptar el nombramiento como segundo obispo de la diócesis de Cuenca, cargo que ocupó hasta su muerte. 
Fue enterrado en la catedral que estaba construyendo, y en tiempos de su canonización sus restos incorruptos se trasladaron a una arqueta de plata puesta en el altar de la capilla bajo su advocación, en un ábside de la Catedral de Santa María y San Julián de Cuenca, donde recibió veneración. Al comienzo de la guerra civil (1936), sus reliquias fueron profanadas por anarquistas y su cuerpo, quemado. En la actualidad, en el mismo sitio donde se veneraba su cuerpo, se conservan los fragmentos óseos que el primer obispo entronizado después de la guerra, Inocencio Rodríguez Díez, mandó recoger y autentificar.

## Iglesias dedicadas a San Julián
- Catedral de Santa María y San Julián de Cuenca
- Iglesia de San Julián Casas de Haro (Cuenca)
- Iglesia de San Julián (Argelia)
- Iglesia de San Julián de Burgos
- Iglesia de San Julián de Illas
- Iglesia de San Julián en Sevilla
- Iglesia de San Julián en Roces
- Iglesia de San Julián de Mózar de Valverde, Zamora
- Iglesia de San Julián de Bastavales, Brión, Galicia. Sus campanas aparecen en los versos de Cantares gallegos de Rosalía de Castro.
- Iglesia de San Julián (Vinda, Diócesis de Kitui, Kenia (África). La Diócesis de Kitui (Kenia) aceptó el 28 de enero de 2018 poner dicho nombre a esta iglesia de Vinda y a su Escuela Primaria con motivo de la Misión Diocesana de Cuenca (España) con el envío de un misionero conquense "Fidei Donum" en esas tierras africanas.
- Iglesia parroquial de San Julián y San Francisco Javier de los Güines, Cuba.
- Iglesia San Julián en el distrito de Motupe provincia de Lambayeque Diócesis de Chiclayo en Perú
- Iglesia parroquial de San Julián Cacaluta Sonsonate El Salvador Centroamérica.

## Obras biográficas
Bartolomé de Alcázar "Vida, virtudes y milagros de San Julián, segundo Obispo de Cuenca" (1692).